# Prolongoa
Prolongoa là một chi thực vật có hoa trong họ Cúc (Asteraceae).

## Loài
Chi Prolongoa gồm các loài: